# Bobovišća
Bobovišća je naselje na Hrvaškem, ki upravno spada pod občino Milna; le-ta pa spada pod Splitsko-dalmatinsko županijo.

## Lega
Bobovišća so razčlenjeno naselje in istoimenski zaliv na zahodni strani otoka Brača. Starejši del naselja, katerega začetki segajo v 16. stoletje, leži okoli 1 km jugovzhodno nad zalivom na nadmorski višini 113 m ob cesti Milna-Ložišća-Supetar, od katerega so oddaljene okoli 16 km, novejši del iz 18. stoletja pa leži ob obali.

## Zgodovina
Na vzpetini nad naseljem stoji predromanska cerkev sv. Martina s kamnitim reliefom Svetega Martina na oltarju ter gotskim zvonikom na preslico, postavljenim v 14. stoletju. Ob obali stoji župnijska cerkev sv. Jurja mučenika. To cerkev so pričeli graditi leta 1656, dokončali leta 1693 ter obnovlili leta 1914. Ob obali stojijo tudi renesančno-baročni utrjeni dvorec plemiške rodbine Marinčević-Glingo ter skupina hiš družine Nazor, med katerimi je tudi družinska hiša velikega hrvaškega pesnika Vladimirja Nazorja. Najstarejša hiša družine Nazor je bila  postavljena konec 18. stoletja. V okolici Bobovišća sta bila najdeni prazgodovinski gomilni grobišči (Srečna gomila, 4 km jugovzhodno od naselja in gomila na ''Marangunskim njivama, ob cesti proti Milni).

## Demografija
| Pregled števila prebivalcev po letih | Pregled števila prebivalcev po letih | Pregled števila prebivalcev po letih | Pregled števila prebivalcev po letih | Pregled števila prebivalcev po letih | Pregled števila prebivalcev po letih | Pregled števila prebivalcev po letih | Pregled števila prebivalcev po letih | Pregled števila prebivalcev po letih | Pregled števila prebivalcev po letih | Pregled števila prebivalcev po letih | Pregled števila prebivalcev po letih | Pregled števila prebivalcev po letih | Pregled števila prebivalcev po letih | Pregled števila prebivalcev po letih |
| ------------------------------------ | ------------------------------------ | ------------------------------------ | ------------------------------------ | ------------------------------------ | ------------------------------------ | ------------------------------------ | ------------------------------------ | ------------------------------------ | ------------------------------------ | ------------------------------------ | ------------------------------------ | ------------------------------------ | ------------------------------------ | ------------------------------------ |
| 1857                                 | 1869                                 | 1880                                 | 1890                                 | 1900                                 | 1910                                 | 1921                                 | 1931                                 | 1948                                 | 1953                                 | 1961                                 | 1971                                 | 1981                                 | 1991                                 | 2001                                 |
| 424                                  | 1561                                 | 498                                  | 617                                  | 625                                  | 433                                  | 0                                    | 244                                  | 166                                  | 137                                  | 102                                  | 75                                   | 52                                   | 62                                   | 71                                   |